# Microdon fuscus
Microdon fuscus är en tvåvingeart som beskrevs av Meijere 1908. Microdon fuscus ingår i släktet myrblomflugor, och familjen blomflugor. Inga underarter finns listade i Catalogue of Life.